# The Flower Kings
A The Flower Kings egy svéd könnyűzenei együttes. Stílusuk progresszív rock, zenéjükben a Yes, a Pink Floyd, a Genesis és a King Crimson hatása számottevő.

## Története

### A kezdetektől a népszerűségig
1993-ban alakult meg az együttes, nevüket Roine Stolt egyik régebbi albumcíméről kapták. Stol társai Tomas Bodin (billentyűs hangszerek), Jamie Salazar (dob), Michael Stolt (basszusgitár), s Hasse Bruniusson (ütős hangszerek) lettek. Első albumukat saját kiadójukkal adták. A Back in the World of Adventures olyan sikeres lett, hogy hat hónappal később a Retropolis című albumot is kiadták. A két ütős lemezen felbuzdulva, 1997-ben belekezdtek egy dupla CD-s lemezbe, melynek címe Stardust We Are lett. Ebbe az albumba Hasse Fröberg besegített, aki énekes-gitáros volt. Ez után koncertturné következett, melynek során útba ejtették a Progfest című fesztivált Los Angeles-ben. A fellépések után csináltak egy felvételt, Alive on Planet Earth címmel, melyen az amerikai, japán, s kanadai bulikból kaphatunk ízelítőt.

### Az új évezred kapujában
1999-ben kiadták a Flower Power című alkotást, melyen egy 60 (!) perces szám is hallható: a Garden of Dreams. Ez a szám egy 18 tételből álló szvit, mely még ma is a zenekar koncertjeinek csúcspontja, hisz mindig más-más variációkban adja elő az együttes. Az alapító tovább folytatta más munkáit, míg 2000-ben kiadta a "Virág királyokkal" a Space Revolvert. Ezen a CD-n új basszusgitárost is avatott a csapat Jonas Reingold személyében. Egy európai, s dél-amerikai turné következett, miután kiadták a The Rainmaker című hanganyagot. Közvetlenül a megjelenése előtt közzétette az együttes, hogy Salazar más projektekben kíván részt venni, ezért új dobost szereztek, akiben magyar embert tisztelhetünk, s aki új színt hozott a Flower Kingsbe. Ő Csörsz Zoltán. 2002-ben már vele is piacra bocsátottak egy lemezt (2 CD-set), melyet Unfold the Future névre kereszteltek el. Eme kidolgozott alkotás után rengeteg progresszív rock-rajongó csatlakozott hozzájuk. 2003-ban kijött a következő album, mely 2 DVD-ből, s két CD-ből állt: az album címe Meet The Flower Kings lett. Egy évre rá kiadták az Adam & Eve-t, ezután távozott Csörsz Zoltán az együttesből, de csak ideiglenesen, hisz a Paradox Hotel című 2006-os felvételei után visszatért a zenekarba. Az együttes 2007. október 1-jén adta ki legújabb lemezét, melynek címe The Sum of No Evil.

2008 márciusában újabb dobos csere történt a zenekarban. Az ütőhangszerek mögé egy stockholmi fiatalember, Erik Hammarstöm került.

### Jelenlegi felállás
- Roine Stolt - gitár, vokál, keyboards, basszusgitár (1995 – napjainkig)
- Tomas Bodin - keyboards (1995 – napjainkig)
- Hasse Fröberg - vokál, gitár (1995 – napjainkig)
- Hasse Bruniusson - percussion (1995 – napjainkig)
- Jonas Reingold - basszusgitár (1999 – napjainkig)
- Erik Hammarström - dob (2008 – napjainkig)
- Ola Heden - vokál, keyboards, gitár (2008 – napjainkig)

## Diszkográfia

### Nagylemezeik
- Back In the World of Adventures (1995)
- Retropolis (1996)
- Stardust We Are (1997)
- Flower Power (1999)
- Alive On Planet Earth (2000)
- Space Revolver (2000)
- Unfold the Future (2002)
- Adam & Eve (2004)
- Paradox Hotel (2006)
- The Sum of No Evil (2007)
- Banks of Eden (2012)
- Desolation Rose (2013)
- Waiting for Miracles (2019)
- Islands (2020)
- By Royal Decree (2022)
- Look At You Now (2023)

### Koncertlemezek, DVD-k
- Alive on Planet Earth (2000)
- Meet the Flower Kings (2003)
- Instant Delivery (2006)

### Limitált kiadású hivatalos bootlegek
- Édition Limitée Québec (1998)
- The Rainmaker Tour 2001
- Live In New York - Official Bootleg (2002)
- BetchaWannaDanceStoopid!!! (2004)

### Fan Club lemezek
- Fan Club 2000 (2000)
- Fan Club 2002 (2002)
- Fan Club 2004 (2004)
- Fan Club 2005 / Harvest (2005)

### Válogatáslemezek
- Scanning The Greenhouse (1998)
- Road Back Home (2007)